# Стела на Театральній площі
Пам'ятник-стела «Визволителям Ростова» — зведений більшовиками на центральній площі Ростова на честь «визволення міста від фашистських загарбників» 8 травня 1985. Цей пам'ятник встановлено до дня 40-річчя  перемоги СРСР у Другій Світовій, нагадує жителям міста та його гостям про трагедію воєнних років.

## Історія
Задум встановити в Ростові пам'ятник воїнам Червоної Армії виник відразу після закінчення війни. Спочатку розроблявся проєкт будівлі пам'ятника і прилеглого до нього скверу, але грошей у той час у міського бюджету не знайшлося. Проєкт був заморожений, але в 80-х роках питання про пам'ятник встав знову. Цього разу переміг проєкт архітекторів І. М. Рукавишникова, А. Н. Філіппової і Н. Н. Миловидова.

## Будівництво
Проєкт пам'ятника було надзвичайно складним для того часу. Розробники зіткнулися з безліччю проблем пов'язаних з конструкцією, браком матеріалів і труднощами споруди. Все було вирішено титанічними зусиллями розробників і деякими спорідненими зв'язками в уряді. На думку багатьох експертів в Ростові ніколи раніше не зводилися пам'ятники такого масштабу.

## Опис
На 72-х метрову висоту зметнулася спарена стела, увінчана 100-тонним навершиєм у вигляді носа корабля. З боку Дона стелу прикрашає скульптура крилатої богині Нікі, з боку Театральній площі — макет ордена Вітчизняної війни I-ой ступеня. Внизу стелу опоясує рельєф з туфу. Тут представлені теми: «Фронт», «Тил», «Мир».